# Philipotabanus opimus
Philipotabanus opimus är en tvåvingeart som beskrevs av David Fairchild 1975. Philipotabanus opimus ingår i släktet Philipotabanus och familjen bromsar.
Artens utbredningsområde är Colombia. Inga underarter finns listade i Catalogue of Life.